# Рано хришћанство
Рано хришћанство је појам којим се означава хришћанство у раздобљу од Исусове смрти на крсту и васкрсења, у раним 30-им годинама н. е. до Првог васељенског сабора у Никеји 325. године.
Рано хришћанство је настало као верски покрет, односно секта унутар јудаизма Другог храма, да би се током 1. века од њега потпуно одвојило. Средиште нове религије је у почетку било у Јерусалиму, али након неуспеха устанка Бар Кохбе и уништења Храма 70. године, јерусалимска црква бива ослабљена. У међувремену Рим, као престоница Царства, постаје главно седиште хришћанства, а римски епископ постаје доминантни епископ, који касније добија титулу папе.
Рани хришћани су били изложени многим критикама и прогонима од јудејаца и следбеника римске вере. На крају овог периода хришћанство постаје прихваћена религија Римског царства под царем Константином Великим.

## Настанак
Од већине народа у Римском царству, Јевреје је издвајао монотеизам, односно вера у једног Бога. Рано хришћанство је настало најпре у Израелу (Палестини) као верски покрет, односно секта унутар јудаизма. Првобитну хришћанску цркву (лат: ecclesia - заједница) формирали су након Исусове смрти и васкрсења, његови ученици и апостоли у Јерусалиму. Према списима апостола Петра (15—67. године н. е) многи јудејци окрећу се хришћанству. Присталице Исуса из Назарета су се у почетку називали назарени, да би тек касније стекли назив хришћани. Седиште нове религије је у почетку било у Јерусалиму. Заједницу су у самом почетку чинили искључиво Јевреји, који су веровали да је Исус био Месија (односно Христос) чији долазак прориче јеврејска света књига Танах, коју хришћани називају Старим заветом. Многе јудејске (фарисејске) старешине су ову тврдњу сматрали богохулном и проглашавали су Христове следбенике за јеретике, искључивали их из јеврејских заједница, а неретко и пријављивали римским властима. У овим догађајима неки аутори виде дубље корене каснијих појава антисемитизма међу хришћанима.
Рано хришћанство, које је настало унутар јудаизма Другог храма, се током 1. века од њега јасно одваја. Већ у другој половини 1. века, захваљујући делатности апостола Павла, хришћански покрет постаје универзалан. Хришћани су наставили да поштују јеврејску Библију, углавном користећи Септуагинта превод Старог завета, који је био у употреби код гркофоних Јевреја, или Таргуме који су били у употреби код верника који су говорили арамејски језик. Такође су додати текстови, који ће постати Нови завет, а које јудаизам одбацује. Хришћанске заједнице настају широм Израела (Палестине), Мале Азије, Сирије, Египта, Африке и Медитерана, значи претежно у предјелима источног Средоземља. Језик комуницирања међу хришћанима у то доба био је претежно грчки. Пошто је у античка времена религија углавном била везана за одређени град или народ, сматра се да су хришћани били први који су „пресекли традиционалне везе између вере и нације“. Временом су се хришћани све више удаљавали од Јевреја, па су током другог века, поред осталог, прешли са светковања суботе на недељу.

## Веровања
Хришћанство је проповедало једнакост свих људи пред Богом и зато су га почетку углавном прихватали нижи, а теже прихватали виши слојеви друштва. Апостол Павле каже: „Нема ту Јеврејина нити Грка, нема ни роба ни господара, нема мушког рода ни женског; јер сви сте ви једно у Христу.“ Заједнице хришћанских верника звале су се хришћанске општине, а било их је у свим деловима царства. У хришћанским општинама својина је била задружна тј. заједничка.
Ова заједница добара се често назива хришћанска комуна.
Основна активност првобитних хришћана је била молитва:
У првом веку нове ере хришћани су се тајно окупљали на заједничким службама, проповедима и молитвама. Мушкарци и жене су боравили заједно, а исповест се вршила јавно, пред целом заједницом. Првобитно су неке црквене функције додељиване жребом, као што су „жријебом изабрали Матеја за апостола умјесто отпавшег Јуде“, што се и данас чини при избору патријарха у неким православним црквама.
Ранохришћанске свете тајне (гр: мистерије) су укључивале:
- крштење (гр. баптизеин „βαπτίζω“ - уронити, загњурити), поринућем тела у воду;
- помазање (гр. хризма „χρισμα“ – уље, маст), мазање светим уљем које се вршило одмах након крштења;
- причешће (гр. εὐχαριστία еухаристиа - благодат; лат. communio – учешће, дељење), молитвено дељење хлеба и вина;

Крштење се у почетку вршило над зрелим верницима, који су претходно морали да се пријаве као иницијанти (оглашени) за обред крштења и да прођу припремни период упражњавајући пост и молитву. Ако би се показали достојни крштења, односно примања у хришћанску заједницу, уследио би обред током којег иницијант улази у воду, спирајући грехе и симболишући смрт свог бившег ја. Свештеник након тога моли да Свети Дух сиђе на поново рођеног, који облачи белу одору и прима мед помешан са млеком - храну за новорођенче.
Хришћани су одбацивали култ цара, због чега су често били подвргнути дуготрајним и окрутним прогонима од стране царева Римског царства. Стога су се рани хришћани окупљали у подземним гробницама, по катакомбама, где је настала и рана хришћанска уметност. Међу службама које су рани хришћани упражњавали у катакомбама, биле су и гозбе љубави - Агапе, обичај заједничког дељења храна и пића, што је касније замењено евхаристијом, која је укључивала симболичну количину хлеба и вина.
Међу првобитним хришћанима није било манастира, монаштва нити пустињаштва, јер тада су сви хришћани упражњавали моралну строгост, која ће касније постати одлика углавном монаха (све осим обавезног целибата). Верски симбол раних хришћана је била риба (грч: Ιχθύς ихтис), која је коришћена као акроним за речи: »Исус Христос, Божји Син, Спаситељ.«

## Прогони хришћана
Римљани су ране хришћане називали атеистима, безбожницима, због њиховог одбијања да поштују римске богове и да се клањају идолима. Приведеним хришћанима који би одбили да се поклоне римским боговима било је прећено смрћу, на шта су они често би одговарали: „Ви нас можете убити, али нам не можете нанијети зла“. Коментаришући хришћанска одбијања да по судском наређењу принесу жртву боговима, грчки филозоф Келс пише: „Ако свако прихвати хришћанско становиште, нестаће владавине закона.“
Први велики прогон хришћана је започео под царем Нероном (54—68). Године 64. је избио велики пожар у Риму. Нерон је за подметање пожара који је уништио велики део града оптужио хришћане и започео прогоне против њих. За време овог гоњења, Христови следбеници су разапињани на крст, бацани у Тибар и предавани дивљим зверима у амфитеатру, ради увесељавања римских грађана. Међу овим први мученицима налазили су се и апостоли Петар и Павле, погубљени 67. године, као и преобраћени римски тамничари Прокес и Мартинијан, који су их пустили из тамнице. У то време је мученички скончала и Фотина Самарићанка, након што је преобратила Неронову ћерку Домнину. Хришћани који су били римски држављани кажњавани су одсецањем главе, док су они без грађанског статуса углавном кажњавани спаљивањем. Многи хришћани су тада били разапети и живи спаљени у Нероновој башти, као људске буктиње.
После кратког периода затишја почели су нови прогони за време цара Домицијана (81—96), у којима је, између осталих, живот изгубио и свети Тимотеј. 92. године је страдао и епископ Антипа Пергамски, кога су спалили многобожачки становници тог града. У време Трајана (98—117) пострадали су и епископи Симеон Јерусалимски и Игњатије Антиохијски, који је бачен лавовима. За владавине Антонина Пија (138—161) је Фелицита Римска, заједно са својих седам синова осуђена на смрт.
Нова већа гоњења покренуо је Марко Аурелије (161—180), владар филозоф, под утицајем антихришћански настројених стоика. Најпознатија жртва тог гоњења је био Јустин Филозоф, који је са групом хришћана погубљен у Риму око 165. одсецањем главе, због чега се назива и Јустин Мученик. Цар Септимије Север (193—211) је такође био велики прогонитељ хришћана, у чијим прогонима су страдали и старац Харалампије, епископ у Тесалији, и Иринеј епископ Лионски.
Александар Север (222—235) је први римски цар који је показао благонаклоност према хришћанима. Царством су кружиле гласине да је поставио кипове Аврама и Исуса поред Сократа и других светих људи у свом дворском светилишту. Међутим, нижи службеници су прогонили хришћане и без цареве наредбе, па је тада након дугих мука убијена и ђаконеса Татјана Римска.
Нове свирепе прогоне хришћана покренули су и Максимин Трачанин (235—238), Деције Трајан (249—251), у којима је након страшних мука и одсецања груди, убијена Агата Сицилијска, Валеријан (253—260), за чије владавине су убијени Агрипина Сицилијска и Полијевкт, и Аурелијан (270—275).
Највеће прогоне хришћанство је доживело за време Диоклецијана (284—311) и његових сарадника и савладара, нарочито Галерија (305-311) и Максимијана (286—305). Неке од многобројних жртава овог гоњења су: центурион у римској легији Акакије, заповедник тебанске легије Свети Маврикије, војник царске гарде свети Георгије, начелник царске гарде Свети Себастијан, осамнаестогодишњи Јулијан Тарсанин, четрнаестогодишњи Панкратије Римски, крчмар Теодот Анкирски, Ардалион Глумац, епископ Климент Анкирски, лекари Козма и Дамјан из Киликије, супружници Јулијан и Василиса, сестре Агапија, Хионија и Ирина, тринаестогодишња девојчица Агнија Римска, мученице Јулијана Никомедијска, Анастасија Сремска, Пелагија Тарска, Доротеја Цезарејска, Теодосија Тирска и многи други. По свом обиму и суровости ово је било најжешће гоњење које је римска држава покренула против хришћана. Држава је покренула све своје институције да би искоренила и уништила ову веру. Ипак, увидевши сву бесмисленост и узалудност прогона хришћана, цар Галерије је са самртничке постеље издао Едикт о прекиду гоњења хришћана, под условом да хришћани буду лојални држави, и да се моле свом Богу за цара.
Међутим, иако у мањем интензитету, прогони хришћана су и даље настављени, посебно у удаљеним областима царства. Тако је за време цара Лицинија (308—324) убијен Свети Власије, епископ Севастије, 316. године, а 320. године је погубљено четрдесет војника римске легије у Севастији који су отворено исповедали хришћанску веру.

## Поделе у цркви
Прва два века хришћанства Библија још увек није била канонизована и многи апокрифни списи су кружили хришћанским светом. Збирка хришћанских списа коју познајемо као Нови завет сачињена је око 180-200. године. хришћани су се у то време окупљали око епископа који су бирани за поједине градове и области и тако формирали заједнице епархије или епископије. Како је Рим тада био престоница царства, епископи су се окупљали управо у њему па је римски епископ сматран најстаријим јер је председавао као домаћин. Касније је епископ Рима титуларно назван папа (гр: pappas, лат: papa - отац), као и александријски епископ, нешто касније. Хришћани који остају изван те заједнице названи су расколницима, односно јеретицима уколико су и учењем одступали од Христовог и апостолског учења.
Све до првог васељенског сабора 325. године, јединствени символ вере није био дефинисан, па су се многе хришћанске заједнице разликовале по усменим предањима. У том времену су поред ортодоксне цветале и многе хетеродоксне струје од којих су најутицајније биле гностицизам, маркионство, манихејство, аријанство, итд...

### Гностицизам
Гностици (грч. γνώσις гносис - знање ) су били хришћани који су хтели теолошке догме мисаоно истраживати. Они су, поред вере, наглашавали и важност сазнања о духовним стварима. Против гностика су иступали црквени апологети (браниоци) који су захтевали веровање које не происходи из људског знања већ из откровења. Гностици су били окренути духовном истраживању и они су у хришћанство унели многе садржаје из источних филозофија и митова. Када је хришћанство постало званична религија Римског царства, гностицизам је искорењен, а успео је преживети једино изван граница Царства, на подручјима Азије. Са Блиског истока и Азије је углавном потиснут ширењем ислама, иако су неке мање заједнице на територији Ирака и Ирана успеле да опстану до данас.
Валентин (око 100—160) је био антички филозоф и теолог из Александрије, најзнаменитији представник ранохришћанског гностицизма. Између 135. и 160. године је научавао у Риму (истовремено са Маркионом), подстичући ученике да развијају унутрашњу способност духовне спознаје. Он је сматрао да су крштење и исповедање заједничке хришћанске вере неопходни за почетнике у вери. Али подстиче вернике да превазиђу дословна тумачења списа како би испитали дубље значење јеванђеља и напредовали од вере ка знању (гноси). По Валентиновој теологији, Бог је темељ свеколиког бића, неизрециви, неописиви извор који се описује речима „дубина“ или „понор“. Он је сматрао да је чисти духовни свет плероме (пуноће) састављен од божанских еманација Оца. Спасење је чин спознаје, потребно ради поновног враћања у хармонију пуноће (плероме). Према Тертулијану, Валентин је „очекивао да постане епископ (односно римски папа), будући човек способан, паметан и елоквентан.“ Али Валентин, наводно „раскида са правоверном црквом“ зато што је други уместо њега постављен на то место.
Валентиновци не одбацују догме нити норме које је црква прописала. Они само разликују два различита типа хришћана: душевне (гр: психики) који веру примају душом и духовне (гр: пневматики) који духом теже ка спознаји. Будући да су они јавно примали крштење, присуствовали заједничким богослужењима и исповедали исту веру, већина хришћана их је сматрала као и остале вернике, а они су се са тим слагали. У редовима валентинаца је било доста жена, јер су могле, између осталог, да учествују у давању причешћа. Иринеј у делу „Против јереси“ каже да му је познато да Валентинови следбеници себе сматрају људима који реформишу цркву и подижу ниво духовног разумевања, али он сматра да никакво добро које они постигну не може надокнадити штету коју наносе „комадајући велико и славно тело Христово“.

### Маркионство
Маркион од Синопе (око 110—160) је био хришћански теолог и епископ. који се залагао за јасно разграничење хришћанства од јудаизма. Говорио је о неспојивој разлици између бога Старог завета, који је гневан и немилосрдан, и бога Новог завета, који је љубав и доброта. Покушавао је да заснује хришћанску заједницу на чистој поруци Христа, коју је у хришћанским круговима свога времена свуда налазио мање или више искривљену Проповеда повратак изворном хришћанству, упражњавајући аскетизам и пост. Након сукоба са римским епископом, Маркион са својим присталицама оснива хришћанске општине одвојене од Римске Цркве, услед чега бива изопштен око 144. године. Након тога се враћа у Малу Азију, где наставља своје учење, стварајући велику хришћанску заједницу у којој је био епископ. Маркионитске заједнице су се „за пола генерације прошириле целим познатим светом“ и наредна два века су у скоро сваком већем месту представљале опозицију Саборној цркви.

### Манихејство
Манихеј (око 216—276) је био персијски филозоф и верски реформатор, који је настојао да учења трију „отаца исправности“, Заратустре, Буде и Христа, укључи у јединствен филозофски систем. Према персијском предању, Манихеј је био хришћански свештеник. Он је из маздаизма, хришћанства (уз знатну примесу гностицизма) и будистичких елемената, створио нову „религију светлости“, односно манихејство. Оно је из персијског маздаизма преузело дуализам два вечна принципа, добра и зла, светла и таме, који се, током историје, налазе у непрестаном сукобу. Са зороастризмом дели вегетаријанску исхрану и поштовање биљака и животиња. С будизмом је заједничко наглашавање буђења. Мани је почео је да проповеда своје учење око 240. године у време персијског цара Шапура I. Због наилажења на противљења је био приморан да напусти земљу, да би по повратку у Персију око 276. године био је мучен и убијен разапињањем на крст.
Након Манијеве смрти, манихејство се шири на исток по Кини и на запад Римским царством. Манијева религија се проширила читавом северном Африком и Средоземљем све до Шпаније. Црквени отац свети Августин, пре него што се обратио, био је девет година манихејац. Однос римских власти према манихејству је био непријатељски, а манихејски покрет је био предмет окрутних репресија и гоњења.

### Аријански спор
Аријански спор је христолошки спор који је поделио рану хришћанску цркву. Почео око 318. године, а трајао до око 381. године. Суштина спора је била у томе да ли је Бог Син једнако вечит као Бог Отац или је створен? И да ли има исту (homoousias) или сличну (homoiousias) суштину с Богом? Спор је назван је по Арију који га је повео. Арије (256—336) је био хришћански теолог, свештеник и песник из Александрије, поборник учења да Бог и Христ нису исте суштине (гр: homoousios). Он је сматрао да Исус није исто што и Бог, већ да је он син Божји, којег је Бог створио. „Бог није одувек био Отац; постојало је време када је био сам, и када још увек није био Отац: касније је постао. Син није био одувек, он је постао из ничега“ (Талија). По Арију, уздизање Исуса у надљудску сферу ствара непремостиву раздаљину између њега и хришћана и прети да уништи идеју о угледању на Христов живот, која је битна за хришћанство. Арије такође није хтео да допусти да монотеизам пређе у двобоштво и супротстављао се метафизичком преувеличавању Христа, које је дирало у јединство Бога.
Епископ Александар Александријски је сазвао сабор 320./321. године у Александрији, уз учешће око 100 епископа, који је потврдио његово учење да је „Син одувек био у Оцу“, као очева премудрост, и мада је рођен, није рођен „из небића, већ из суштог Оца“. На том сабору је осуђено Аријево учење, а сам Арије је рашчињен и екскомунициран. Сабор је такође осудио и рашчинио Аријеве присталице међу свештенством - епископе: Секунда и Теона, презвитере: Ахила, Аетолија, Карпона, Сармата и два Арија, као и ђаконе: Евзела, Луција, Јулија, Менаса, Халадија и Гаја. Одлуку сабора Арије је сматрао неправедном, те са присталицама одлази у Палестину, где му је заштиту пружио Јевсевије (Еусебије), епископ Цезареје. Аријево учење је добијало много нових присталица, посебно оних који су црквене догмате покушавали тумачити искључиво рационално. Омасовљење Аријевих присталица омогућило је сазивање и одржавање два аријанска сабора У Британији и Палестини, са захтевима за укидањем одредби александријског сабора. Расправа о природи Христа је попримила толике размере, да су се хришћани тукли на улици. Због тога су код пагана изашли на рђав глас, те су им се подсмевали и у позориштима. И сам Константин Велики се укључује у сукоб, безуспешно покушавајући да помири Александра и Арија. Касније ће ради разрешења овог спора цар сазвати епископат Цркве, одређујући Никеју као место великог сабора.

## Милански едикт
Почетком 4. века римски цар Константин Велики (306–337) је легализовао хришћанство законским актом познатим као Милански едикт, који је проглашен у Медиолану (данашњи Милано) 313. године. Њиме је проглашена верска равноправност и престанак гоњења хришћана, којима је дозвољено да јавно исповедају своју веру, а да за то не сносе никакве последице. У едикту се, између осталог, каже:
Закон није само забранио прогоне хришћана, већ наређује да се врати имовина свима онима којима је по том основу била одузета, што укључује и имовину која је припадала Цркви. У то време се подижу и прве хришћанске цркве - хришћанске базилике. Последњих година пред смрт, сам Константин је наредио градњу цркве Светих апостола у Цариграду, на једном узвишењу које надвисује цео град.

## Први васељенски сабор
Цар Константин је убрзо по признавању хришћанства сазвао Први васељенски (свеопшти) сабор, који је имао да реши сукобе између разних струја у оквиру хришћанства. Константин је позвао свих 1.800 епископа хришћанске цркве (око 1.000 на истоку и 800 на западу), али само између 250 и 318 њих се одазвало и учествовало на сабору. Сабор је одржан у Никеји у Малој Азији током маја и јуна 325. године у царским дворима, а цар лично је њиме председавао. Доскора прогоњени епископи путовали су царском поштом, и цар их је дочекивао с предусретљивошћу. Била је то прва победничка демонстрација цркве.
На сабору су се мишљења жестоко сукобила поводом новонасталог аријанског спора о природи Христа. Често се дешавало да су се учесници необуздано надвикивали не обазирући се на своје епископско достојанство. Чак је дошло и до насиља када је због христолошких неслагања Никола из Ликије (касније познат као свети Никола) физички напао Арија, након чега је удаљен са сабора. Након двомесечног заседања утврђен је Символ вере по коме је Христос био „исте суштине као Отац“. Небиблијско порекло је било највећи недостатак овог израза, али је под притиском Константина прихваћен као образац о јединству. Иако је Аријево учење имало доста присталица, проглашено је за јерес на овом сабору, где је утврђен и Никејски симбол вере, који је надаље сматран јединим исправним тумачењем Христовог учења.

### Последице сабора
Константин је остварио црквено јединство протеравши из земље све епископе који нису хтели да потпишу новостворени симбол вере. Арије је рашчињен, проглашен јеретиком, проклет и прогнан у Илирик, заједно са његовим присталицама, екскомуницираним епископима Секундом Птолимедиским и Теоном Мармаричким. А епископе Евсевија Никомедијског и Теогонија Никејског који су бранили ставове Арија и после одлука Никејског сабора, цар је прогнао у Галију. Како је цар прогласио одлуке сабора царским законима, приклањање Арију је од тада постало злочин, а Арије је постао државни непријатељ. Власници његових књига су под претњом смртне казне били присиљени да их предају. Сматрало се да ће на тај начин аријанство бити потиснуто, али испоставило се да је насиље имало управо супротно дејство.

### Критике сабора
Само одржавање сабора, као и његов ток и закључци, довели су до становитих критика.
| „ | Било је потпуно нечувено да универзално вјерују настане само захваљујући ауторитету цара, који се као прозелит тек припремао за крштење и није имао ни најмање право да учествује у разговору о највећим тајнама вере. Ниједан епископ се није усудио да се успротиви тој чудовишности. Иста црква која је победоносно пркосила Диоклецијановој војсци послушно се повиновала наредби његовог наследника, која је погодила њен нерв потпуно друкчије од спољашњег насиља прогона." | ” |

Често се напомиње да, иако је председавао хришћанским сабором, цар Константин тада још увек није био крштен. Према каснијем црквеном предању, крштен је непосредно пред смрт.

### Реакције на сабор
Међутим, став прихваћен у Никеји није одговарао правом стању унутар хришћанства. Реакција на одлуку сабора потекла је од Јевсевија из Никомидије, који је против свог уверења потписао никејски симбол вере, али се после тога покајао. Аријански теолози су захтевали избацивање небиблијских појмова из симбола, што је захтев који се није могао лако одбити. Преко сестре цара Константина, чији је саветодавац био Јевсевије, дошло је до заокрета. Константинова политика била је заинтересована за пацификацију цркве, па је стога тежио измирењу са аријанцима, који су говорили о опасности дитеизма (двобоштва). Цар је 330. године упутио позив Арију да се врати, у намери да се исправи нанета му неправда. Константинову наредбу да Арија врати на његов положај Атанасије Велики је одбацио примедбом да се особе које је сабор осудио као јеретике не могу поново вратити у црквену заједницу. Атанасије је након тога отеран у прогонство у Трир. Ни Арије, пак, није дочекао повратак на свештенички положај, јер је одмах након напуштања царског двора умро од последица тровања. Међутим, Аријева смрт није окончала неслагања, јер она нису била везана за личност Арија, већ за питања која је покренуо. Аријанство је наставило да се развија и постало је прво хришћанско веровање преобраћених Гота, Вандала, Бургунда и Лангобарда. Такође, неколико потоњих византијских царева је подржавало аријанство.

## Подржављење хришћанства
Од 4. века, почињу да се подижу црквени храмови по Риму, Цариграду, Јерусалиму, које подиже римска држава. Хришћанство 387. године постаје и званична државна религија Римског царства, а све остале вере и култови бивају забрањени. Такође, долази и до прогона свих „не-правоверних“ струја у оквиру самог хришћанства. 391. године цар Теодосије I наређује уништавање свих паганских храмова и тада хришћани, на челу са александријским патријархом Теофилом, спаљују Александријску библиотеку.

## Настанак монаштва
Промене у хришћанству, које су се збиле у 4. веку прихватањем хришћанства за званичну религију римског царства, састојале су се у мењању хијерархије вредности, и у постепеном подређивању вере животу. Пошто се Црква увећавала по чланству, све је више продирао у њу световни, хришћанству туђ дух. Монаштво је и било реакција управо на ту промену, на тај „утилитаризам“ хришћанства. Најревноснији хришћани, који нису хтели да посветове Цркву, су почели да кидају спољашње везу са светом чиме долази до анахорезе (одвајања) и настанка монаштва.
Монашки покрет је започео у Египту у 4. веку и његови су оснивачи били Копти. Зачетници монаштва су били Антоније Велики, Павле Тивејски, Пахомије и Ава Амон у египатској пустињи. Антоније се сматра оснивачем отшелничког, анахоретског монаштва, а Пахомије општежитељног или киновијског монаштва. Из Египта се монаштво брзо проширило у Палестину, Сирију, Месопотамију, Малу Азију и даље у Италију. Монаштво није започело као установа или институција Цркве, већ је било стихијна и спорадична појава. Манастири су у почетку од стране црквених и световних власти сматрани за појаву која делује изван званичних институција и постојала је тензија између црквеног клера и монашких заједница. Временом је црква прихватила појаву монаштва и почела да диже манастире. Али поједини монаси су одлазили и из манастирских заједница, јер су и оне ипак у додиру са светом. То су били отшелници, пустињаци, анахорете, столпници и затвореници.